# Габрильчук Віталій Васильович
Віталій Васильович Габрильчук (1.04.1981—6.06.2022) — старший солдат Збройних сил України, учасник російсько-української війни, який загинув під час російського вторгнення в Україну.

## Життєпис
Народився 1 квітня 1981 року в м. Христинівка (Черкаська область).
Під час російського вторгнення в Україну 2022 року був старший солдатом, навідником-оператором розвідувального взводу 72-ї окремої механізованої бригади імені Чорних Запорожців. Загинув 6 червня 2022 року внаслідок вогневого ураження противником по бойовій машині піхоти в районі с. Ниркове Луганської області.

## Нагороди
- орден «За мужність» III ступеня (2022) (посмертно) — за особисту мужність і самовіддані дії, виявлені у захисті державного суверенітету та територіальної цілісності України, вірність військовій присязі.[3]